# Arme chimique

Symbole actuel des armes chimiques dans les forces armées des États-Unis.

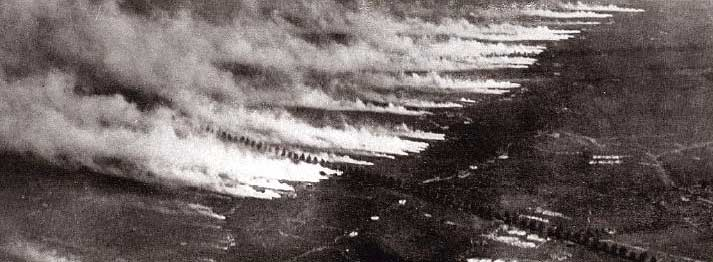
Attaque au gaz durant la Première Guerre mondiale.

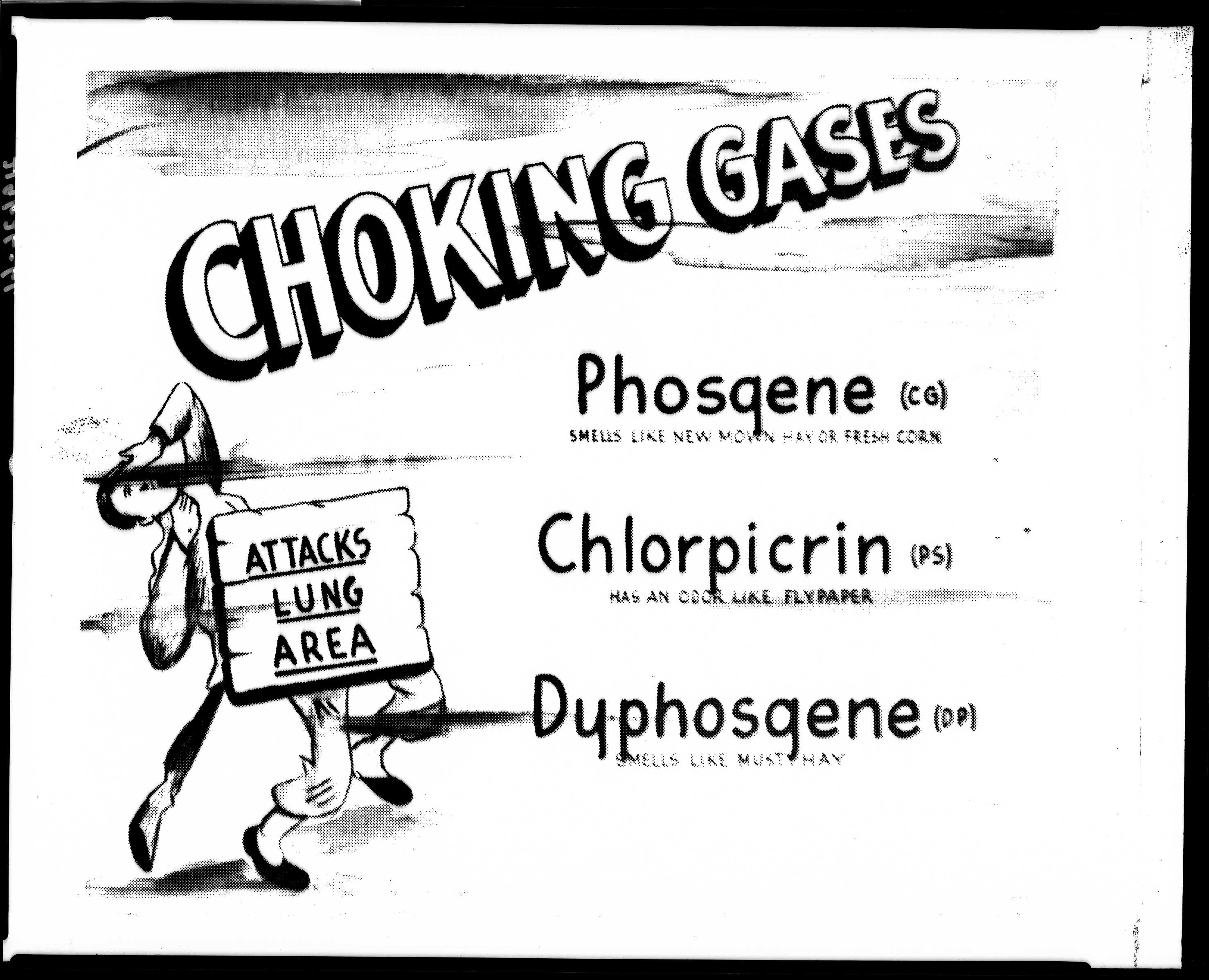
Affiche de la Première Guerre mondiale alertant sur les risques de gaz de combat : le phosgène, à l'odeur de foin fraîchement coupé ou de maïs frais ; la chloropicrine, à l'odeur de papier tue-mouches ; le diphosgène, à l'odeur de foin moisi.

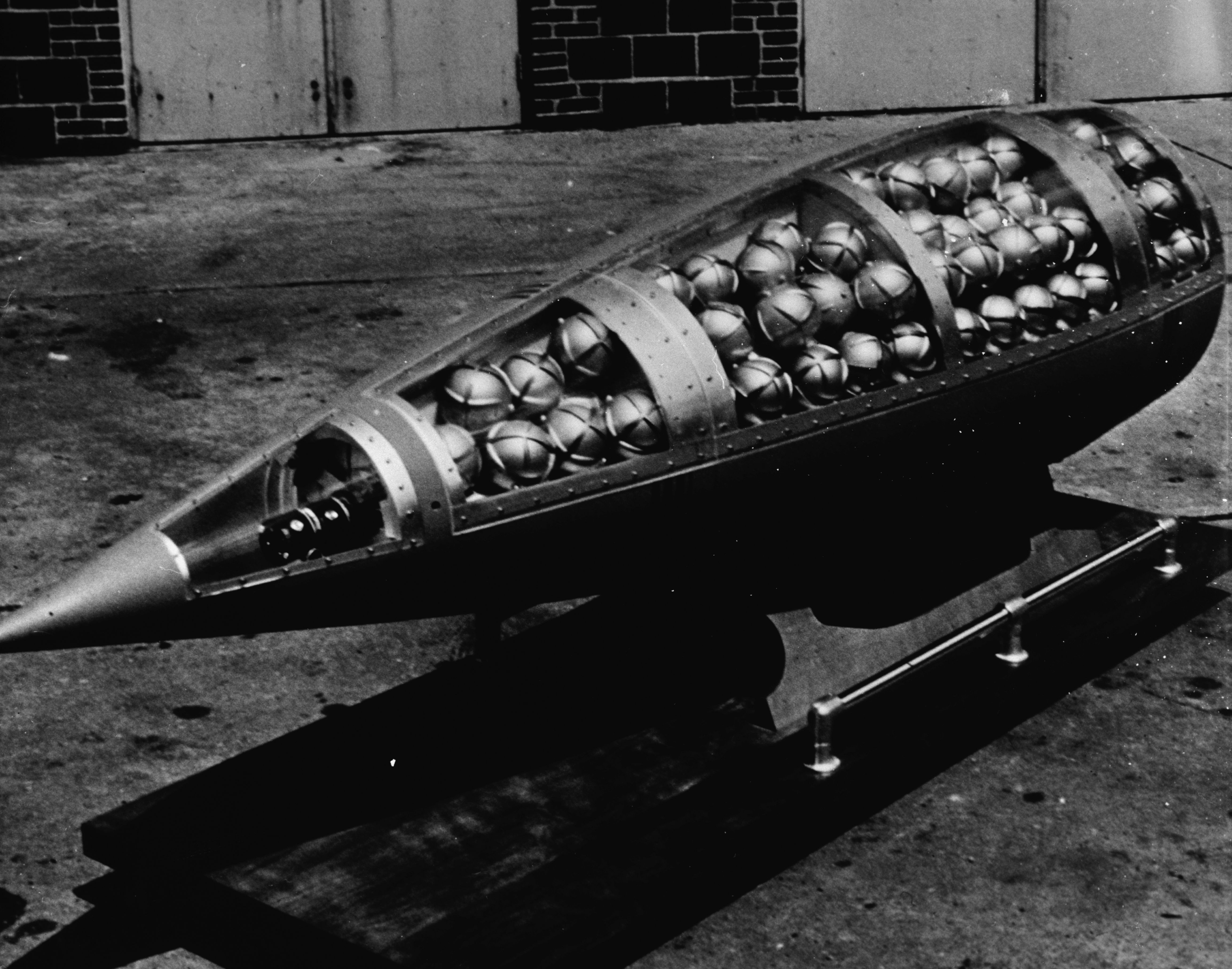
Ogive de missile sol-sol Honest John ouverte pour montrer les sous-munitions M139 devant contenir du sarin.

Une arme chimique est une arme spécialisée qui utilise des substances conçues pour infliger des blessures ou pour tuer des êtres vivants du fait de leurs propriétés chimiques ou de leur toxicité.
Selon l'Organisation pour l'interdiction des armes chimiques (OIAC), « le terme arme chimique peut également s'entendre pour tout composé chimique toxique, ou les précurseurs d'un tel composé, susceptibles de provoquer la mort, des blessures, une incapacité temporaire ou une irritation sensorielle par son action chimique. Les munitions et les équipements associés conçus pour produire et disperser ces armes chimiques, qu'ils soient chargés ou vides, sont également considérés eux-mêmes comme des armes ». Une arme chimique est dite unitaire lorsque sa substance active est stockée telle quelle avant utilisation, à la différence d'une arme binaire, dont le principe actif doit être préparé avant utilisation en faisant réagir deux ou plusieurs précurseurs plus stables généralement moins toxiques. Les plus dangereux d'entre eux sont notamment les agents innervants, comme le sarin et le VX, et les vésicants, comme la lewisite et le gaz moutarde.
Les armes chimiques sont classées parmi les armes de destruction massive (ADM) aux côtés des armes bactériologiques et des armes nucléaires, l'ensemble étant désigné collectivement par le sigle NBC, par opposition aux armes conventionnelles. Ces dernières agissent avec leur potentiel cinétique ou leur puissance explosive, tandis que les armes chimiques peuvent être largement dispersées sous forme de gaz ou d'aérosols liquides ou solides, et ainsi toucher des cibles bien au-delà de celles initialement visées. Le chlore, les gaz lacrymogènes et les moutardes azotées sont des exemples d'armes chimiques contemporaines.
L'usage massif d'armes chimiques est apparu lors de la Première Guerre mondiale. La charge toxique, du chlore dans un premier temps, a d'abord été diffusée sous forme gazeuse dispersée par les vents vers l'ennemi, puis a été envoyée vers sa cible par un vecteur, généralement des obus ou des bombes, voire des grenades chimiques dès 1914-1918.
Le gaz CS et le gaz poivre sont les plus utilisés pour le maintien de l'ordre. Le CS est considéré comme une arme non létale, mais le gaz poivre est connu pour ses risques d'accidents létaux. 
Les armes chimiques sont contrôlées au niveau mondial par l'OIAC, chargée de vérifier l'application des dispositions de la Convention sur l'interdiction des armes chimiques. 

## Types d'armes chimiques
Plusieurs dizaines de substances ont été utilisées ou stockées à des fins militaires au cours du XXe siècle.

### Incapacitants

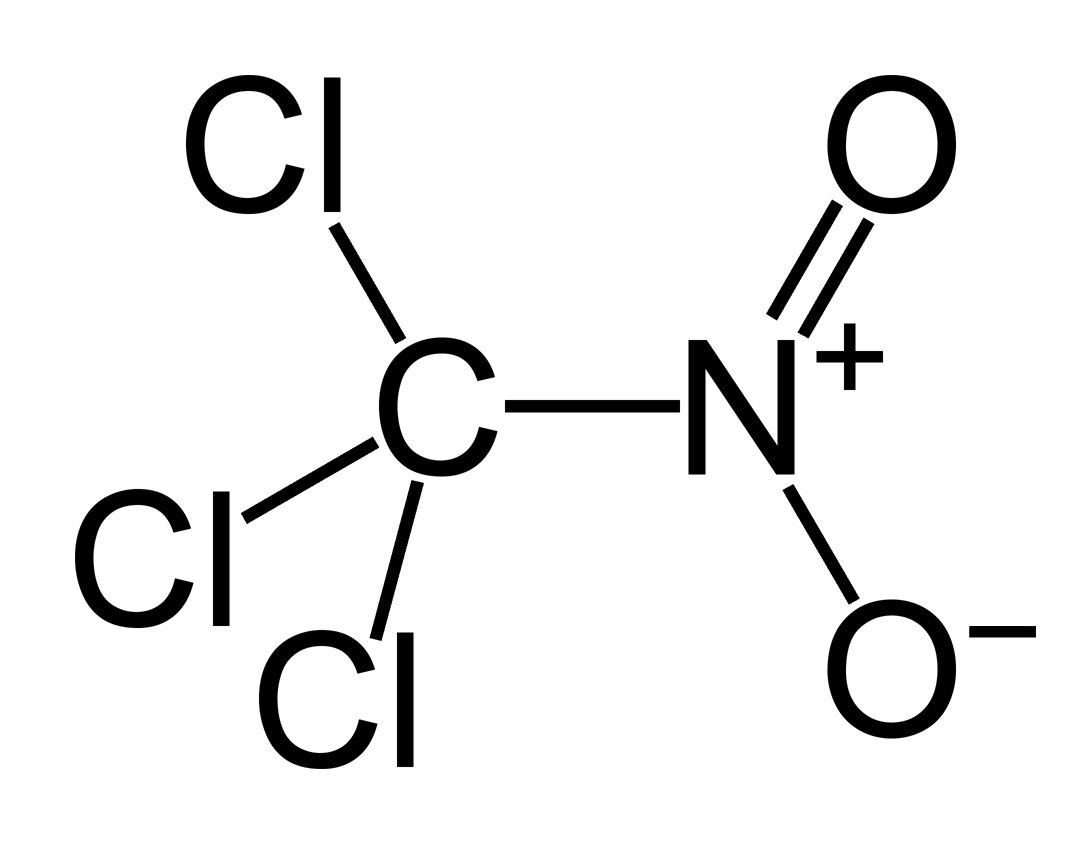
Chloropicrine, un vomitif.

Gaz CS, un lacrymogène.

Armes non létales, les incapacitants n'ont pas vocation à tuer ni à blesser et peuvent être employés par les forces de l'ordre lors d'opérations de police. Ils peuvent également avoir une utilité tactique pour forcer des combattants à s'exposer hors de leurs positions couvertes. Leur utilisation militaire est cependant prohibée par la Convention sur l'interdiction des armes chimiques afin de prévenir les risques d'escalade conduisant à l'emploi d'armes létales en réponse à l'utilisation d'armes non létales sur le champ de bataille.
Les incapacitants sont généralement des substances irritantes ou incommodantes dont l'effet disparaît quelques minutes après la fin de l'exposition et dont les effets secondaires se résorbent sous 24 heures sans intervention médicale. Se rangent dans cette catégorie :
- les malodorants, comme le skunk, dont l'utilisation militaire n'est pas encadrée ;
- les vomitifs, comme l'adamsite et la chloropicrine, qui irritent les muqueuses pour produire inflammations, toux, éternuements et finalement des nausées, utilisés par exemple au cours de la Première Guerre mondiale pour contraindre les soldats à ôter leur masque à gaz pour vomir, ce qui permettait de leur faire respirer directement des gaz toxiques pour les mettre hors de combat ;
- les gaz lacrymogènes, comme le gaz CS, largement utilisé à travers le monde pour le maintien de l'ordre.

Certaines substances employées comme incapacitants ont des effets plus durables avec un risque limité de séquelles permanentes ou de décès. Une prise en charge médicale peut cependant être utile pour faciliter la récupération. C'est le cas par exemple des psychotropes comme le BZ et le LSD, voire d'antalgiques et d'anesthésiants comme ceux entrant dans la constitution du cocktail russe dit Kolokol-1.

### Armes létales

Lewisite, un vésicant.

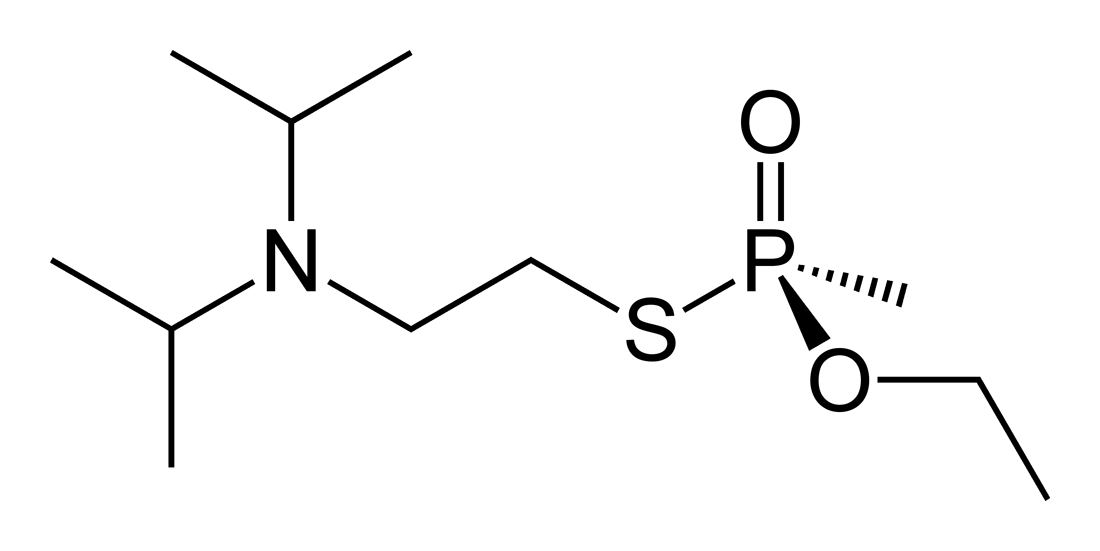
VX, un agent innervant.

Saxitoxine, une neurotoxine.

L'Organisation pour l'interdiction des armes chimiques classe les différentes substances qu'elle contrôle selon les catégories suivantes :
- Asphyxiants — Armes létales, ils visent à interrompre la possibilité de respirer afin de provoquer la mort par asphyxie. Ce sont notamment le chlore, employé dès la Première Guerre mondiale jusqu'à nos jours ; le phosgène, qui se décompose dans les poumons pour y libérer de l'acide chlorhydrique ; le diphosgène, équivalent liquide du phosgène ; la chloropicrine, un pesticide encore employé en fumigation.
- Vésicants — Ils attaquent les tissus en formant notamment des cloques sur la peau. Il s'agit souvent de composés organosulfurés ou organo-arséniés qui sont cytotoxiques notamment par alkylation de résidus de guanine sur l'ADN dans les cellules. Leur effet ne se fait sentir qu'après plusieurs heures, ce qui permet d'exposer les victimes à leur insu de façon prolongée. Les vésicants les plus connus sont la lewisite, employé au cours de la Première Guerre mondiale ; le gaz moutarde, probablement employé dans les années 1980 contre l'UNITA lors de la guerre civile angolaise [réf. nécessaire] ; les moutardes azotées, qui ont également un usage médical comme anticancéreux en chimiothérapie ; l'oxime de phosgène, à l'effet immédiat et davantage urticant que vésicant.
- Poisons respiratoires — Ils interfèrent avec les globules rouges et la respiration des tissus. Ce sont notamment : le cyanogène, qui libère rapidement l'anion cyanure, lequel bloque la respiration cellulaire par inhibition de la cytochrome c oxydase, complexe IV de la chaîne respiratoire ; le bromure de cyanogène ; le chlorure de cyanogène ; le cyanure d'hydrogène (principe actif du Zyklon B) ; l'arsine, qui provoque une hémolyse par formation d'un précipité de méthémoglobine par réaction avec l'hémoglobine oxydée.
- Agents innervants — Ils interrompent la transmission de l'influx nerveux aux organes. Ce sont des inhibiteurs de l'acétylcholinestérase, dont l'action conduit à la mort par arrêt respiratoire ou cardio-circulatoire à la suite d'une crise cholinergique. On distingue :
  - la série G, constituée de substances volatiles dont l'effet se dissipe assez rapidement, comme le tabun, le sarin, le soman, le cyclosarin ;
  - la série V, constituée de substances faiblement volatiles à effet persistant typiquement par contact cutané, comme le VE, le VM ou le VX ;
  - les agents Novitchok, à volatilité intermédiaire et parmi les plus toxiques de tous, comme le A-234 ;
  - les carbamates, qui sont des solides utilisables sous forme aérosolisée, deux à trois fois plus toxiques que le VX, et à l'effet plus rapide, comme l'EA-3990 et l'EA-4056.

Les premiers agents innervants (série G) ont été développés en Allemagne dans les années 1930 par IG Farben à partir de recherches sur des insecticides, et certains pesticides de la famille des organophosphates ou des carbamates utilisés dans le monde sont suffisamment toxiques pour l'homme pour être potentiellement militarisés, comme le déméton ou le diméfox.
Outre ces composés synthétiques, diverses neurotoxines d'origine biologique ont fait l'objet de recherches en vue de les utiliser à des fins militaires, notamment la saxitoxine et la ricine.

### Autres substances
Certaines substances ne sont pas à proprement parler des armes chimiques et ne sont pas contrôlées par l'OIAC mais ont pu être utilisées à des fins militaires.

2,4,5-T, un défoliant de l'agent orange.

Par exemple, l'agent orange, utilisé notamment par les États-Unis lors de la guerre du Viêt Nam dans les années 1960, était un défoliant à base de 2,4-D et de 2,4,5-T, ce dernier étant contaminé par une dioxine de type Seveso (TCDD, particulièrement cancérogène et tératogène, avec une nocivité durable) ; c'est cette substance qui a été utilisée pour la tentative d'empoisonnement de Viktor Iouchtchenko en 2004 alors qu'il était l'un des leaders de la révolution orange en Ukraine.

Dioxine TCDD, dite de Seveso.

L'agent bleu, autre défoliant utilisé pendant la guerre du Viêt Nam, était quant à lui constitué d'un mélange d'acide cacodylique (CH3)2AsO2H et de cacodylate de sodium (CH3)2AsO2Na, avec un effet génotoxique sur les cellules humaines.
Le phosphore blanc a été utilisé sur divers théâtres d'opérations depuis la Première Guerre mondiale, par exemple par la Royal Air Force en 1920 contre les Kurdes d'Habbaniya, dans la province d'al-Anbar, lors de la révolte irakienne contre les Britanniques (en), ou en 1982 contre les Argentins lors de la guerre des Malouines.

## Droit international relatif aux armes chimiques
Le droit international coutumier encadre progressivement l'usage des armes chimiques depuis la première conférence de La Haye du 29 juillet 1899 : l'article 23 des Conventions relatives aux lois et coutumes de la guerre terrestre (La Haye II), entrées en vigueur le 4 septembre 1900, interdisait explicitement « d'employer du poison ou des armes empoisonnées ». Une déclaration séparée précisait qu'en cas de guerre entre les puissances signataires les parties s'abstiendraient d'utiliser des projectiles « destinés à diffuser des gaz asphyxiants ou délétères ».
Le protocole de Genève, signé le 17 juin 1925 et entré en vigueur le 8 février 1928, est le premier traité international d'envergure interdisant l'emploi d'armes chimiques et d'armes bactériologiques. Actant que les armes chimiques et biologiques sont « justement condamnées par l'opinion générale du monde civilisé », il interdisait l'usage de « gaz asphyxiants, empoisonnés ou assimilés, et de tous liquides, substances ou équipements analogues » ainsi que de « méthodes de guerre bactériologique », mais n'interdisait pas de produire, stocker ni d'exporter de telles armes.

Statut des États vis-à-vis de la Convention sur l'interdiction des armes chimiques.
État ayant ratifié la Convention
État ayant rejoint la Convention
État ayant signé mais non ratifié la Convention
État non signataire de la Convention

La Convention sur l'interdiction des armes chimiques, signée à Paris le 13 janvier 1993 et entrée en vigueur le 29 avril 1997, entend précisément couvrir l'ensemble du cycle de vie des armes chimiques, depuis leur conception jusqu'à leur utilisation en passant par leur fabrication, leur transport et leur stockage. Intitulée Convention sur l'interdiction de la mise au point, de la fabrication, du stockage et de l'usage des armes chimiques et sur leur destruction, elle vise leur éradication complète des arsenaux de toute la planète. Sa mise en œuvre est contrôlée par l'Organisation pour l'interdiction des armes chimiques (OIAC), organisation indépendante basée à La Haye. En mai 2018, 192 États adhéraient à la Convention et en acceptaient les dispositions ; la Corée du Nord, l'Égypte, l'État de Palestine et le Soudan du Sud ne l'avaient pas signée, tandis qu'Israël ne l'avait pas ratifiée.
La Russie annonce le 27 septembre 2017 avoir terminé de détruire les 40 000 tonnes qu'elle a reconnu posséder.

L'agence des matériels chimiques de l'armée des États-Unis a annoncé que les États-Unis ont détruit, au 1er juillet 2010, 75 % de leur stock qui était en 1997 de 31 100 tonnes. En 2015, les stocks restants en attente de destruction sont concentrés sur deux sites et comprennent environ 3 100 tonnes qui doivent être éliminés d'ici 2023. La dernière munition est détruite le 7 juillet 2023 au Dépôt chimique de Pueblo.
Avec cette action, les dernières de 72 304,34 t d'armes chimiques des pays signataires de la convention sont déclarés détruits. Cependant, la Corée du Nord, l'Égypte, et le Soudan du Sud ne font toutefois pas partie de la convention et des soupçons pèsent sur la Russie et la Syrie,.

## Histoire

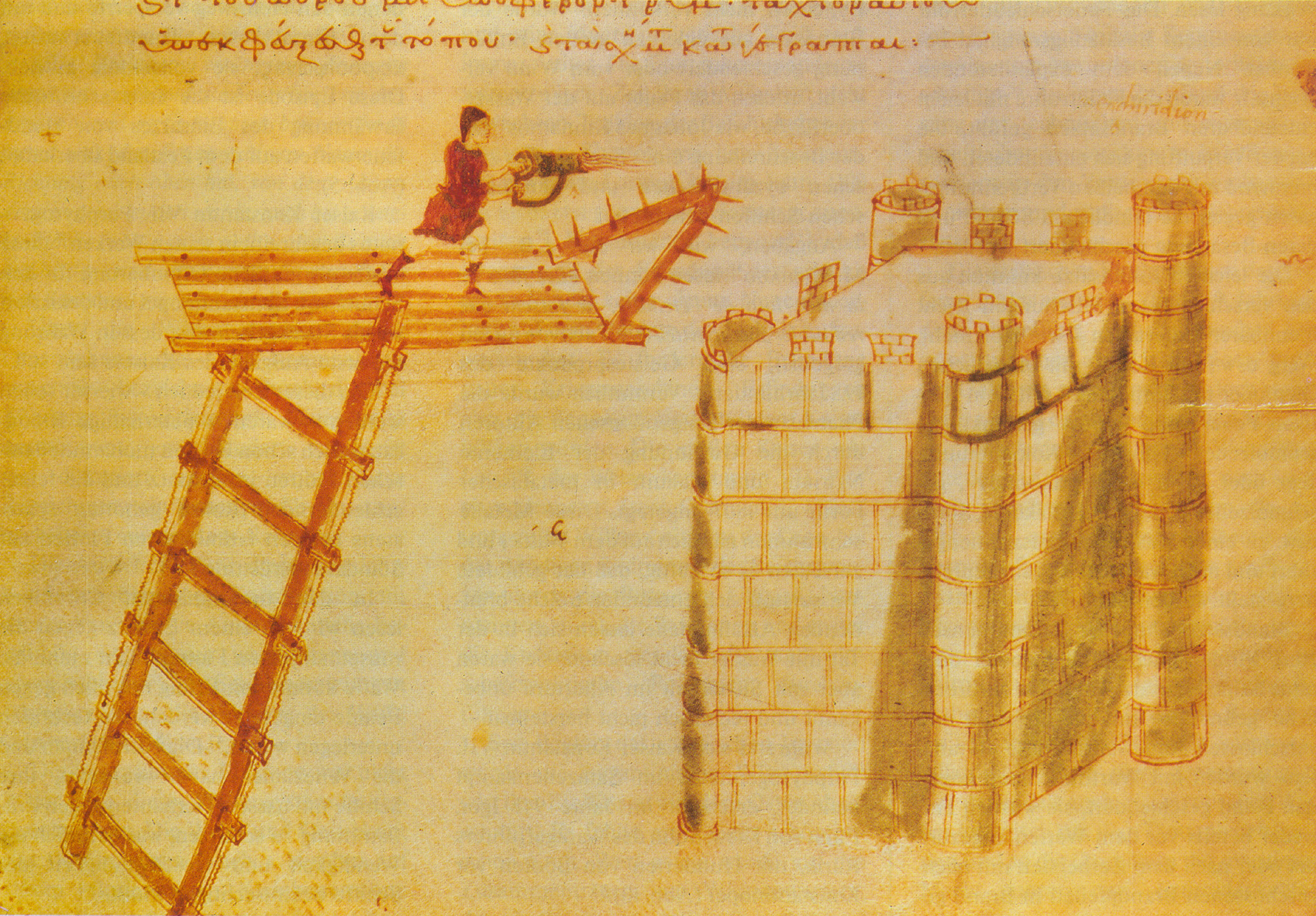
Utilisation du feu grégeois projeté avec un cheirosiphōn (littéralement « siphon à mains », lance-flammes portable) contre un château. Enluminure des Poliorcétiques de Héron de Byzance, Xe siècle.

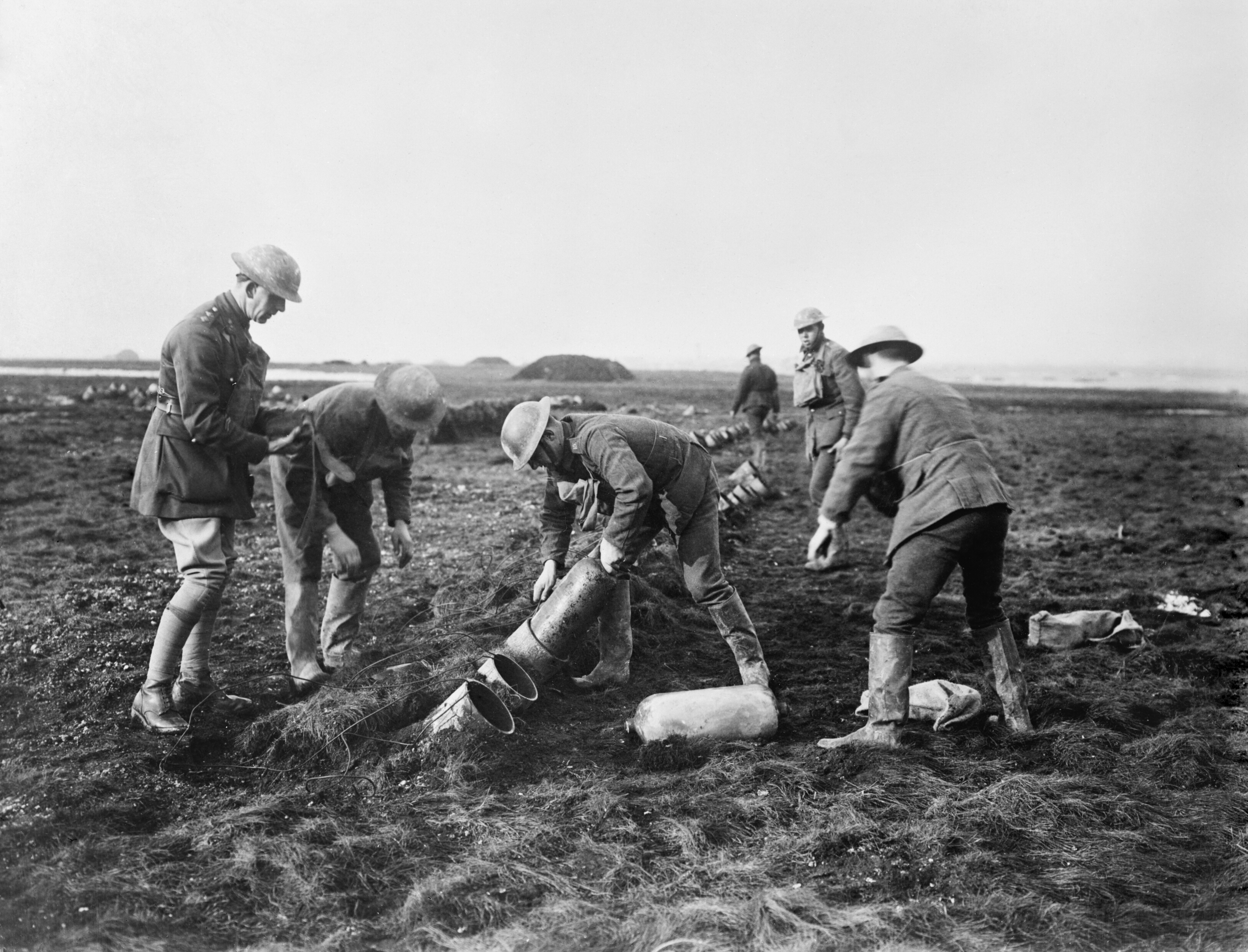
Des bonbonnes de gaz chlorés toxiques ont été utilisées avant une production massive d'obus à gaz lors de la Première Guerre mondiale.

Il est probable que les sociétés préhistoriques de chasseurs-cueilleurs utilisaient des armes chimiques consistant en des flèches ou des javelots empoisonnés par du venin de serpent, scorpion ou des plantes toxiques.
Dès l’Antiquité, en Chine ou en Inde plusieurs siècles avant notre ère, les traités militaires, chroniques ou manuels mentionnent la préparation ou l'emploi d'armes chimiques : bombes irritantes, fumées toxiques. En Grèce antique, Pausanias décrit l’empoisonnement des eaux de la rivière Pleistos avec des racines d’hellébore lors de la première guerre sacrée en 600 av. J.-C. Thucydide relate l'emploi de vapeurs sulfureuses lors de la guerre du Péloponnèse grâce à des chevaux que l'on fait courir sur des tapis de cendres toxiques. De même, Polybe rapporte le siège d'Ambracie en 187 av. J.-C. au cours duquel le général romain Marcus Flavius envoie sur les assiégés, acculés dans un tunnel, des engins incendiaires faits de fagots de bois imprégnés de poix et de soufre, leurs fumées étant poussées par les vents dans ce couloir souterrain, prototype de la guerre souterraine. Des légionnaires romains auraient été victimes d'une attaque chimique, approximativement vers l'an 100. Selon l'archéologue britannique Simon James (en) qui a revisité les résultats de fouilles réalisées en Syrie au siècle dernier, la mort de légionnaires basés à Doura Europos lors d'une attaque ennemie, s'expliquerait par une amphore contenant du bitume et des cristaux de soufre. Les Perses auraient su que, parce que les Romains se trouvaient à ce moment dans un espace confiné, en leur expédiant cette mauvaise surprise et en bloquant leur sortie, ils les condamnaient à l'asphyxie. L'emploi de ces armes est très tôt condamné par le droit, comme l'atteste la formule des juristes romains armis bella non venenis geri (« la guerre est menée par les armes et non par les poisons »).
Le feu grégeois, développé aux alentours de 672, est utilisé par les Byzantins contre les Turcs pendant cinq siècles. La poudre à canon, dont l'invention est située durant la dynastie Han (206 av. J.-C. à 220 ap. J.-C), se développe en Occident durant tout le Moyen Âge.
Au Moyen-Âge, Frédéric Barberousse aurait conquis la ville de Tortona, en 1155, en empoisonnant les réserves d'eau de la Ville. En 1346, le khan turco-mongol Djaniberg, qui assiégeait la ville génoise de Caffa  (aujourd'hui Théodosie) en Crimée, depuis deux ans, et alors que son armée est décimée par la peste noire, jette des cadavres pestiférés par-dessus les murailles, contaminant ainsi la ville, constituant un des premiers exemple d'attaque bactériologique. Les marchands, fuyant la ville, vont contaminer le rester de l'Europe.
La Renaissance voit l'emploi de barriques de chaux vive aveuglante projetée par catapulte, de grenades ou de chiffons imbibés d'arsenic. Le XVIe siècle voit apparaître les bombes arsenicales et au XVIIe se développe l'emploi de « pots puants ». Le premier accord bilatéral interdisant l'utilisation d'armes chimiques lors des conflits est l'Accord de Strasbourg en 1675 tandis que La Déclaration de Bruxelles en 1874 est le premier accord multilatéral à cibler les armes chimiques. Depuis, des accords internationaux reliés aux armes chimiques (en) sont régulièrement signés, le dernier entré en vigueur en 1997 étant la Convention sur l'interdiction des armes chimiques.
Cependant, l'emploi de ce type d'armes continue à être condamné moralement, le juriste suisse Emerich de Vattel les considérant « contraires aux lois de la guerre, et unanimement condamnées par les lois de la nature et la volonté des nations civilisées », ce qui explique que les autorités politiques ordonnent le plus souvent au XVIIIe siècle d’abandonner les projets militaires et les expériences sur les armes chimiques (à l'arsenic, orpiment, plomb, céruse, minium, vert-de-gris, antimoine avec adjonction de belladone, euphorbe, hellébore).
Bien que la priorité soit donnée aux canons au XIXe siècle, les armes chimiques sont encore envisagées. Lors de la guerre de Crimée entre 1853 et 1856, les belligérants envisagent d’utiliser des obus remplis d’oxyde de soufre. Durant la Guerre de Sécession entre 1861 et 1865, les Nordistes mettent au point des obus de chlore mais n'en font pas usage. La guerre des Boers à la fin du XIXe siècle voit l'utilisation par les Britanniques d'obus d'artillerie de gaz d'acide picrique et donne lieu à la première véritable controverse internationale à propos de l’usage militaire de gaz nocifs entre des belligérants.

### Première Guerre mondiale

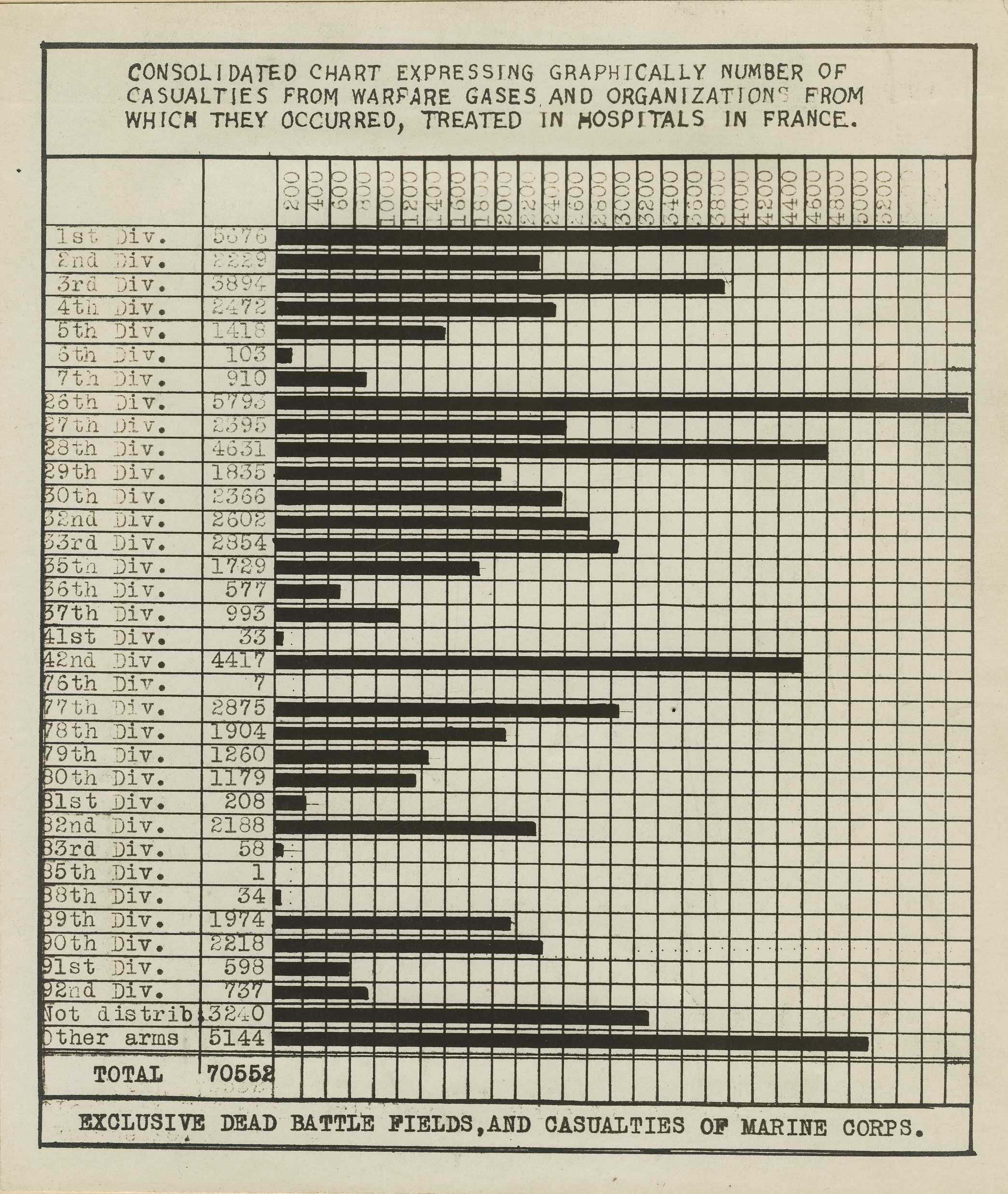
Tableau consolidé des pertes de l'US Army par gaz asphyxiants et toxiques ("guerre chimique") de la Première Guerre mondiale ; nombre de victimes par unités auxquels elles appartenaient.
N'y figurent que les soldats soignés dans les hôpitaux en France, venant exclusivement des champs de bataille, ainsi que morts et blessés du corps des marines. (Archives US : Otis Historical Archives nat'l Museum of Health et medicine).

Le début de la guerre chimique moderne se situe pendant la Première Guerre mondiale avec la production industrielle d'armes chimiques.
Les Français utilisaient déjà, depuis le début de la guerre, des projectiles chargés de produits lacrymogènes et suffocants, des grenades et des projectiles lancés par un pistolet, chargés d’éther bromacétique. Après plusieurs mois d’utilisation, cette substance fut remplacée par de la chloracétone et un deuxième type de grenade suffocante apparaît en avril 1915. Les Allemands, qui disposent alors de la première industrie chimique au monde, expérimentent des projectiles à chargement spécial dès les premiers mois de guerre. Le 29 octobre 1914, ils envoient 3 000 obus « Ni » de 105 mm contenant du chlorosulfonate de dianisidine sur Neuve-Chapelle, lors d’une offensive. Ce produit, irritant pour les yeux et le nez, ne semble pas avoir été suffisamment efficace puisque l’expérience ne sera pas réitérée.
Bien que le fait soit rarement évoqué, l'armée allemande employa pour la première fois des obus à gaz, le 31 janvier 1915, sur le front de l'Est en Pologne contre l'armée impériale russe, mais le froid intense les rendit absolument inefficaces,.
Le 22 avril 1915, la première attaque chimique massive a eu lieu lors de la deuxième bataille d'Ypres durant la Première Guerre mondiale par l'armée allemande. 6 000 bouteilles d'acier ouvertes sur place (30 000 selon d'autres auteurs) libèrent 180 tonnes de chlore sous forme de nuage dérivant sur les lignes alliées. L'attaque fit environ 10 000 victimes (morts ou hors de combat).
Il s'ensuivit une course aux protections (masques anti-gaz) et aux produits de plus en plus toxiques avec une accumulation de stocks considérables (qui n'ont que peu été utilisés après 1919). La ville d'Ypres a ainsi donné son nom à l'un des plus célèbres gaz de combat, l'ypérite ou gaz moutarde, utilisé pour la première fois sur le front le 11 juillet 1917 lors de la troisième bataille d'Ypres, ou bataille de Passchendaele. Le 31 mai 1915 : des attaques plus meurtrières se font avec des mélanges chlore-oxyde de carbone ou phosgène (12 000 bouteilles de gaz) sur le front russe, sur la Bsura-Rumka, qui font environ 9 000 victimes, dont 6 000 morts. Dès le mois de mai 1915, les Allemands introduisent de nouvelles substances agressives. Le brome en premier lieu, chargé en grenades et en projectiles de Minenwerfer. D’autres substances, comme l’éther bromacétique et surtout un mélange d’anhydride sulfurique et de l'acide chlorosulfonique, sont également utilisés. C’est également à la fin du mois de juin que les Allemands utilisent pour la première fois la substance qui restera la plus dangereuse de toutes celles utilisées en projectile, pendant l’année 1915. Ce nouveau produit, extrêmement toxique est le chloroformiate de méthyle chloré, envoyé dans des obus de 170 mm, le 18 juin 1915 à Neuville-Saint-Vaast. C’est un dérivé du phosgène qui constitue un lacrymogène énergique et qui possède des effets suffocants puissants. On considère que sa toxicité est environ dix fois supérieure à celle du chlore. Le produit utilisé par les Allemands n’est pas le chloroformiate de méthyle chloré pur, mais un mélange de celui-ci avec des dérivés plus chlorés qui accroissent les propriétés lacrymogènes. Les lésions déterminées par ces produits sur les poumons, apparaissent soit immédiatement, soit au contraire assez tardivement, mais, dans un cas comme dans l’autre, sont en général très graves,. Juillet 1915 : 100 000 obus « T » (bromure de benzyle) sont tirés au canon de 155 en Argonne,. La deuxième partie de l’année 1915 est marquée par l’utilisation des obus spéciaux de type T (bromure de benzyle et de xylyle) et par ceux de type K (K1 : dérivés bromés et dibromés de méthyléthylcétone (Bn Stoff) et K2 : chloroformiate de méthyle chloré ou palite (K Stoff)), de façon sporadique. Ces deux dernières substances possèdent des propriétés lacrymogènes et suffocantes importantes, leur conférant un pouvoir létal. Puis, à partir d’octobre 1915 par le retour des vagues gazeuses dérivantes sur le front Ouest. Cette même année 1915, la plupart des pays riches lancent une production industrielle de gaz de combat et d'armes chimiques. Par exemple en France, la « Société du chlore liquide » construit à Pont-de-Claix dans la vallée du Drac, une usine qui produira industriellement du chlore et ses dérivés afin de fabriquer des armes chimiques (en réponse à ceux de l'armée allemande). C'est ce site qui deviendra l'actuelle plate-forme chimique Rhodia qui conserve de lourdes séquelles de pollution (pollutions du sol, pollution de l'eau, engins militaires abandonnés,).
En février 1916, les Français introduisent des obus de 75 mm chargés au phosgène, premières munitions alliées avec un effet létal. Les troupes allemandes furent fortement impressionnées par cette réplique française et demandèrent à disposer de munitions aussi toxiques, relançant ainsi la production des munitions chimiques allemandes. Les obus K2 utilisés par l'Allemagne depuis juin 1915 avaient cependant un pouvoir létal équivalent. Le 29 juin 1916, première attaque au gaz sur le front italien de la part de l'Autriche-Hongrie sur le Monte San Michele (it) (Vénétie), faisant au moins 6 000 victimes dans l'armée italienne dont 5 000 morts. Juillet 1916 : la bataille de la Somme inaugure l'usage de nouveaux obus à l'acide cyanhydrique. Juillet 1917, l'ypérite est massivement utilisée dans la région d'Ypres - d'où son nom. Elle induit des brûlures intolérables avec un effet psychologique important (9 500 t de ce gaz sont fabriquées). En septembre 1917, les « Clarks » à base d'arsines apparaissent, non filtrés par les cartouches des masques, ils provoquent des vomissements dans les masques que les soldats sont obligés d'ôter, ce qui les force à respirer sans masque.

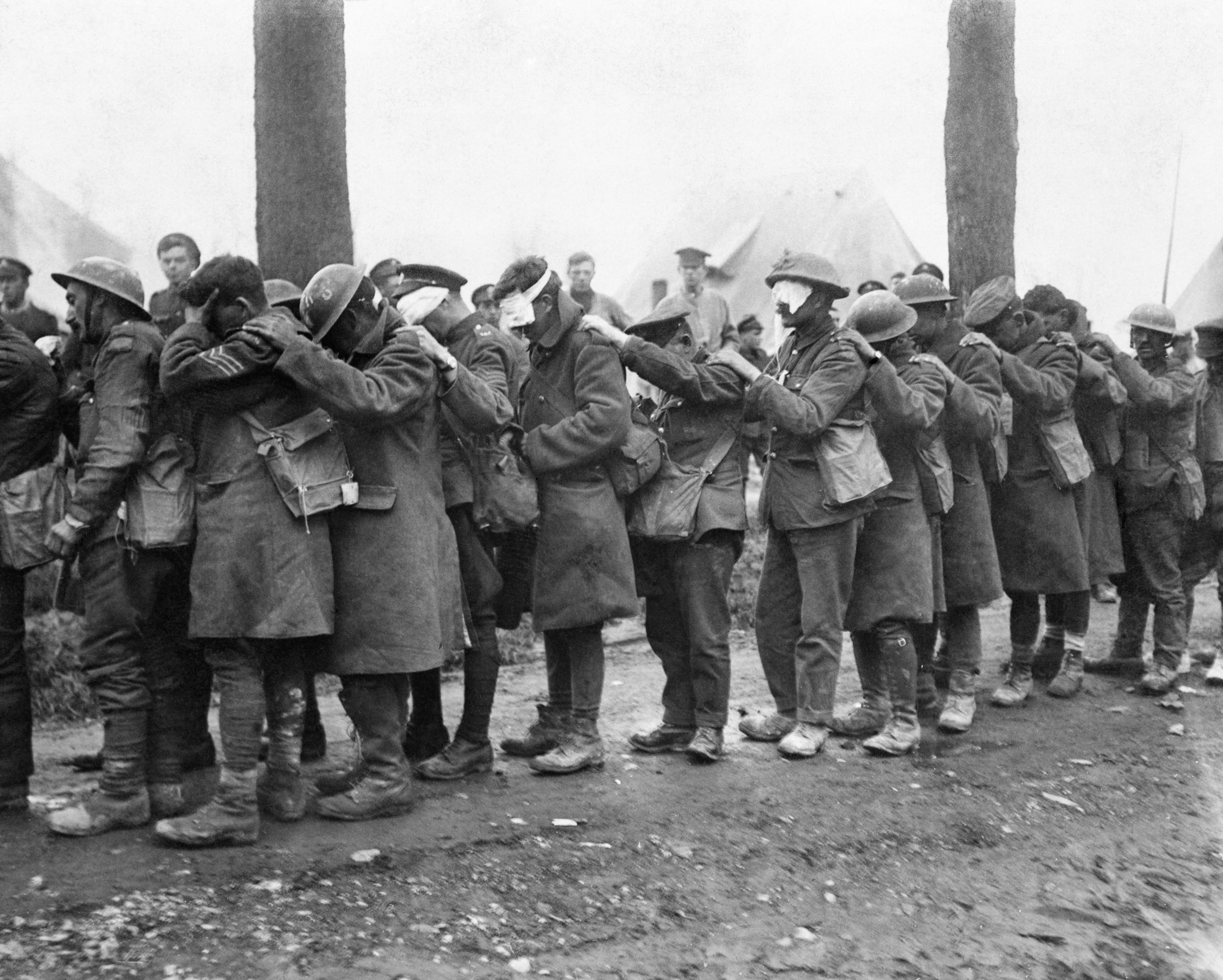
Soldats de la 55e division de la British Army, aveuglés par les gaz de combat durant la bataille de la Lys le 10 avril 1918.

En 1918, la dernière année de guerre voit l'utilisation d'un nombre croissant de munitions chimiques (25 % environ des projectiles utilisés de part et d'autre sont des obus chimiques). Avant l'armistice, un obus sur quatre sortait des chaînes de fabrication muni d'une charge chimique. À la fin de ce conflit, de 110 000 à 130 000 tonnes d’agents de guerre chimiques avaient été utilisés sur le front de l'Ouest, causant 1,2 million de victimes et de 90 000 à 100 000 morts, tandis que l'on estime les pertes humaines à 180 000 sur le front de l'Est. Grâce aux masques anti-gaz et à un assez mauvais pouvoir de dispersion, seuls 7 % des tués furent victimes de ces armes sur le front de l'Ouest contre 11 % de tués dans l'armée impériale russe mal équipée, mais elles ont fait de nombreux blessés, et on s'est rendu compte plusieurs décennies après que l'ypérite était également cancérigène, comme probablement les arsines et d'autres toxiques, qui pourraient par ailleurs être un facteur supplémentaire de risque pour la Maladie d'Alzheimer ou de Parkinson, ou responsables de troubles de la fertilité et de la reproduction. L'horreur inspirée par ces armes s'est traduite par des dispositions visant leur interdiction dans les traités internationaux, dont notamment l'article 171 du Traité de Versailles et l'article V du Traité relatif à l'emploi des sous-marins et des gaz asphyxiants en temps de guerre qui prohibent l'usage des gaz toxiques, sans paradoxalement en interdire la fabrication et le stockage en masse, qui fut une réalité jusqu'à la fin de la guerre froide dans nombre de nations.

### Entre les deux Guerres mondiales

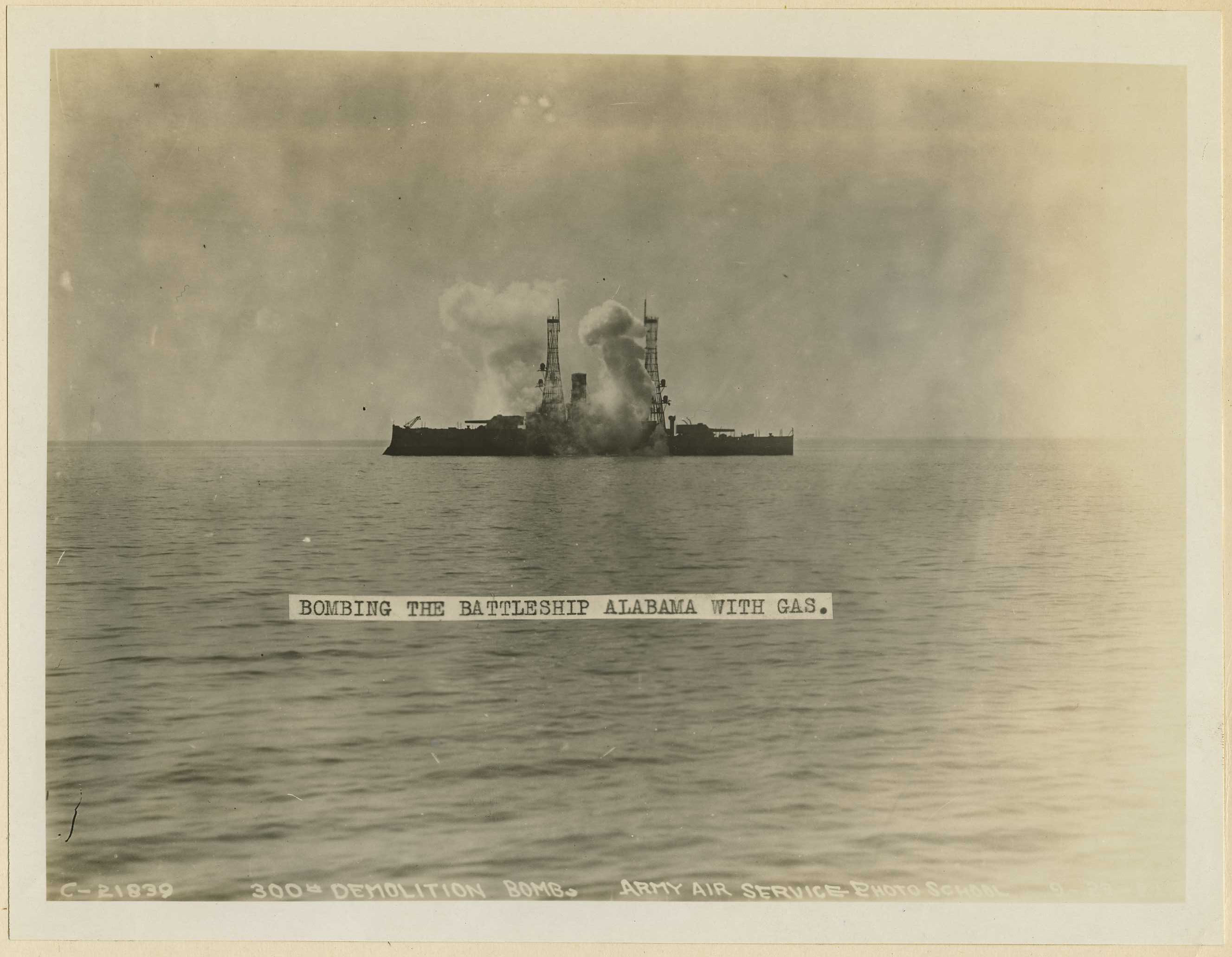
Bombardement du cuirassé américain USS Alabama (BB-8) lors d'un test d'une bombe au gaz de 300 livres le 23 septembre 1921 (gaz asphyxiants et toxiques).

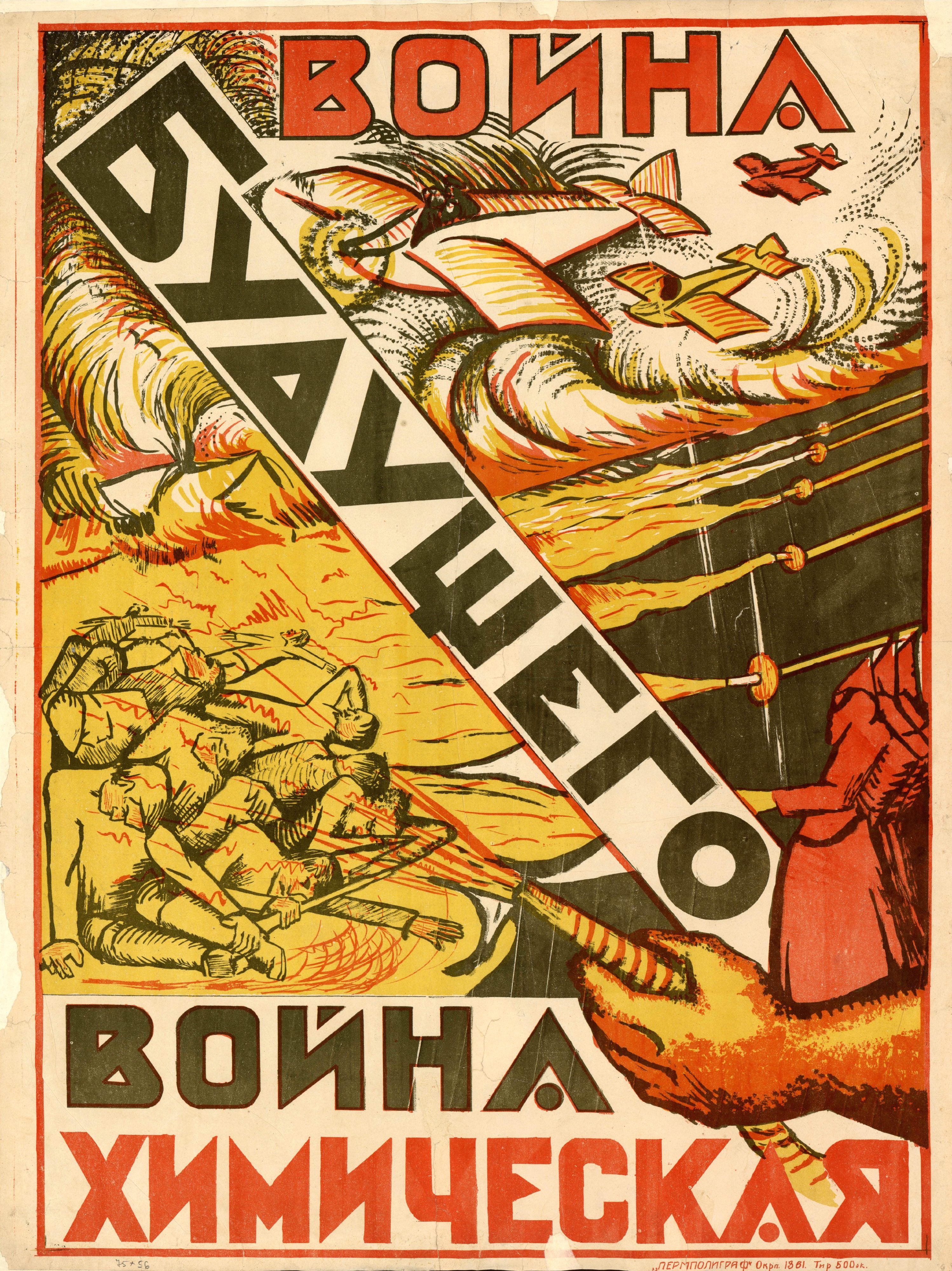
« La guerre du futur est une guerre chimique. » Affiche soviétique de 1925.

- Entre 1921 et 1927, lors de la troisième guerre du Rif au protectorat espagnol au Maroc, l'armée espagnole d'Afrique a utilisé des armes chimiques afin d'écraser la rébellion berbère rifaine menée par Abdelkrim al-Khattabi, chef de la guérilla[36].
- De 1935 à 1936, lors de la Seconde guerre italo-éthiopienne, l'armée italienne procède à des bombardements chimiques d'artillerie et par avions employant un total de 350 tonnes d'armes chimiques.
- Selon les historiens Seiya Matsuno et Yoshiaki Yoshimi[37], l'empereur Showa autorisa en dépit de ces traités et dès 1937, durant la guerre sino-japonaise, l'usage d'armes chimiques contre les troupes ennemies et les populations civiles. À titre d'exemple, des gaz toxiques furent autorisés à 375 reprises par le prince Kotohito Kan'in lors de la bataille de Wuhan, d'août à octobre 1938, et ce, en dépit de la résolution du 14 mai de la Société des Nations condamnant l'usage de gaz toxiques par l'armée impériale japonaise. Ces armes ne furent toutefois jamais autorisées sur le champ de bataille contre des nations occidentales mais seulement contre les populations locales jugées « inférieures » et des prisonniers de guerre.
- Dès 1937, l’Allemagne exploite les propriétés neurotoxiques d'un insecticide organophosphoré, le tabun, mis au point par le chimiste Gerhard Schrader, qui travaille pour l'IG Farben ; puis en 1939, le sarin ; et en 1944, le soman. Après guerre, les amitons furent développés, les trois derniers produits agissant même à travers l’épiderme. L’ypérite a continué à être utilisée dans des conflits « périphériques » malgré les dénégations de leurs utilisateurs.

Au Royaume-Uni, Winston Churchill, ministre de la Guerre de 1919 à 1921, préconise l'usage des gaz de combat pendant la troisième guerre anglo-afghane mais le vice-roi des Indes, Lord Chelmford, et le commandement militaire s'y opposent. Pendant la révolte irakienne contre les Britanniques (en), en 1920, Churchill propose l'emploi de gaz asphyxiants non létaux mais la formule n'est pas au point et le projet est abandonné.
La France a également poursuivi un programme de recherche sur les armes chimiques durant l'entre-deux-guerres, ce programme s’intensifiant progressivement à partir des années 1930, avec le durcissement des relations internationales. De nouvelles substances, toujours plus toxiques furent découvertes et synthétisées, comme le trichloréthylamine (vésicant et suffocant insidieux puissant), de nombreux dérivés proches des arsines, et une substance proche des organophosphorés aux propriétés neurotoxiques, un éther carbamique de la choline.
Dans les années 1930 et 1940, des centaines de recrues indiennes de l’armée britannique ont été utilisées afin de déterminer quelle quantité de gaz était nécessaire pour tuer un être humain. Les quantités utilisées sur les soldats indiens n'étaient pas mortelles, mais ces derniers ne disposaient pas de protections adéquates et n'étaient pas informés des risques qu'ils encouraient. Beaucoup ont souffert de graves brulures et développé des maladies.

### Seconde Guerre mondiale

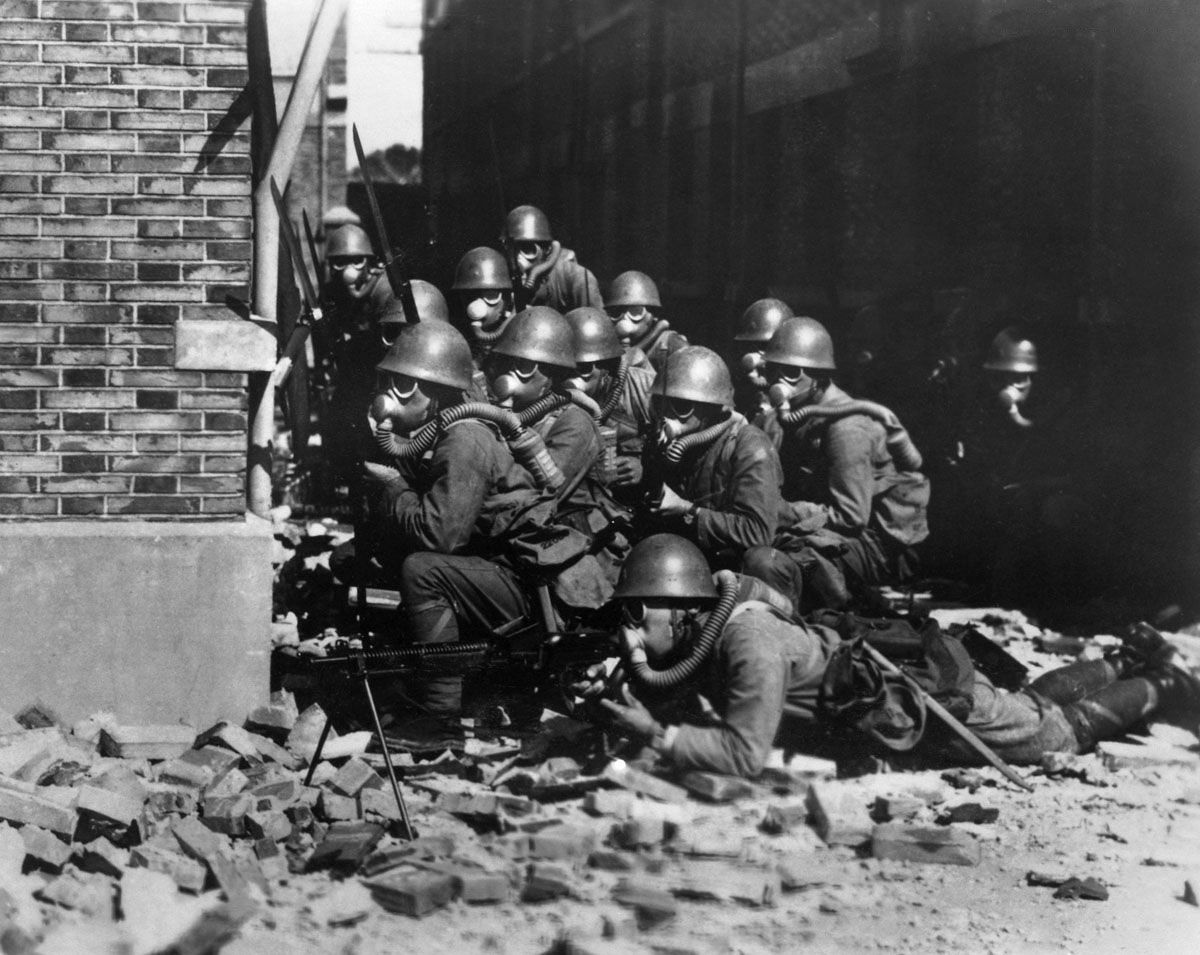
Des soldats de l'armée impériale japonaise portent des masques à gaz lors d'un assaut chimique pendant la bataille de Shanghai.

En 1940, un stock important de munitions chimiques avait été constitué dans l’objectif de mener une guerre chimique. Ce stock était essentiellement constitué de munitions d’artillerie et de bombes d’aviation, chargées en phosgène, en ypérite, en trichloréthylamine, en léwisite, en adamsite.
Plus de 2 300 000 tirs d'obus étaient disponibles pour les Alliés au mois de mai 1940, reliques de la Première Guerre mondiale. Un groupement spécialisé dans ce genre d’opérations fut rendu opérationnel à partir du mois d’avril 1940 ; la suite précipitée de la campagne mit fin à ce projet. À partir de 1942, l'Allemagne produit des neurotoxiques à l'échelle industrielle.
Les infrastructures de production d'engrais et de pesticides ont respectivement pu fournir de grandes quantités d'explosif (nitrates) et de neurotoxiques et autres produits chimiques pour la guerre. Le non-emploi des produits stockés, pendant la Seconde Guerre mondiale est mal expliqué : efficacité du protocole de Genève ? Les Allemands pensaient-ils que les Alliés avaient eux aussi découvert les organophosphorés? Ils ont en tous cas laissé des stocks importants qui attendent qu'on les traite ou qui n'ont pas jusqu'à un passé récent[Quand ?] été correctement éliminés (c'est-à-dire éliminés sans impacts écologiques ou sanitaires ni définitivement pour les toxiques non dégradables).

### Depuis 1945
Depuis 1945, de nombreux pays ont fait des recherches sur les possibilités d'utiliser des produits chimiques dans le cadre militaire. Ils ont donc développé, étudié et stocké des quantités, parfois très importantes, de ces substances toxiques qui sont souvent très délicates à détruire.
Ainsi la France a continué de produire des armes chimiques jusqu'en 1987. Un des sites les plus sensibles, géré par la Société Nationale des Poudres et Explosifs (Groupe SNPE), ne fut toutefois définitivement rasé qu'en 1995.[réf. souhaitée] Il se trouvait à l'extrémité sud-est de l'usine AZF de Toulouse qui a explosé le 21 septembre 2001.
L'utilisation d'armes chimiques après la Seconde Guerre mondiale fut relativement limitée, quoique les arsenaux des grandes armées du Monde en soient toujours pourvus jusqu'à la fin de la guerre froide.
- La France a utilisé à grande échelle des armes chimiques pendant la guerre d'Algérie (1954–1962) pour détruire les bases de l'Armée de libération nationale algérienne (ALN) dans les montagnes. Cette pratique fait l'objet du documentaire Algérie, sections armes spéciales diffusé en 2025[44].
- L'Égypte engagée fortement dans la guerre civile du Nord-Yémen dans la république arabe du Yémen de 1962 à 1967 employa du phosgène et du gaz moutarde[45].

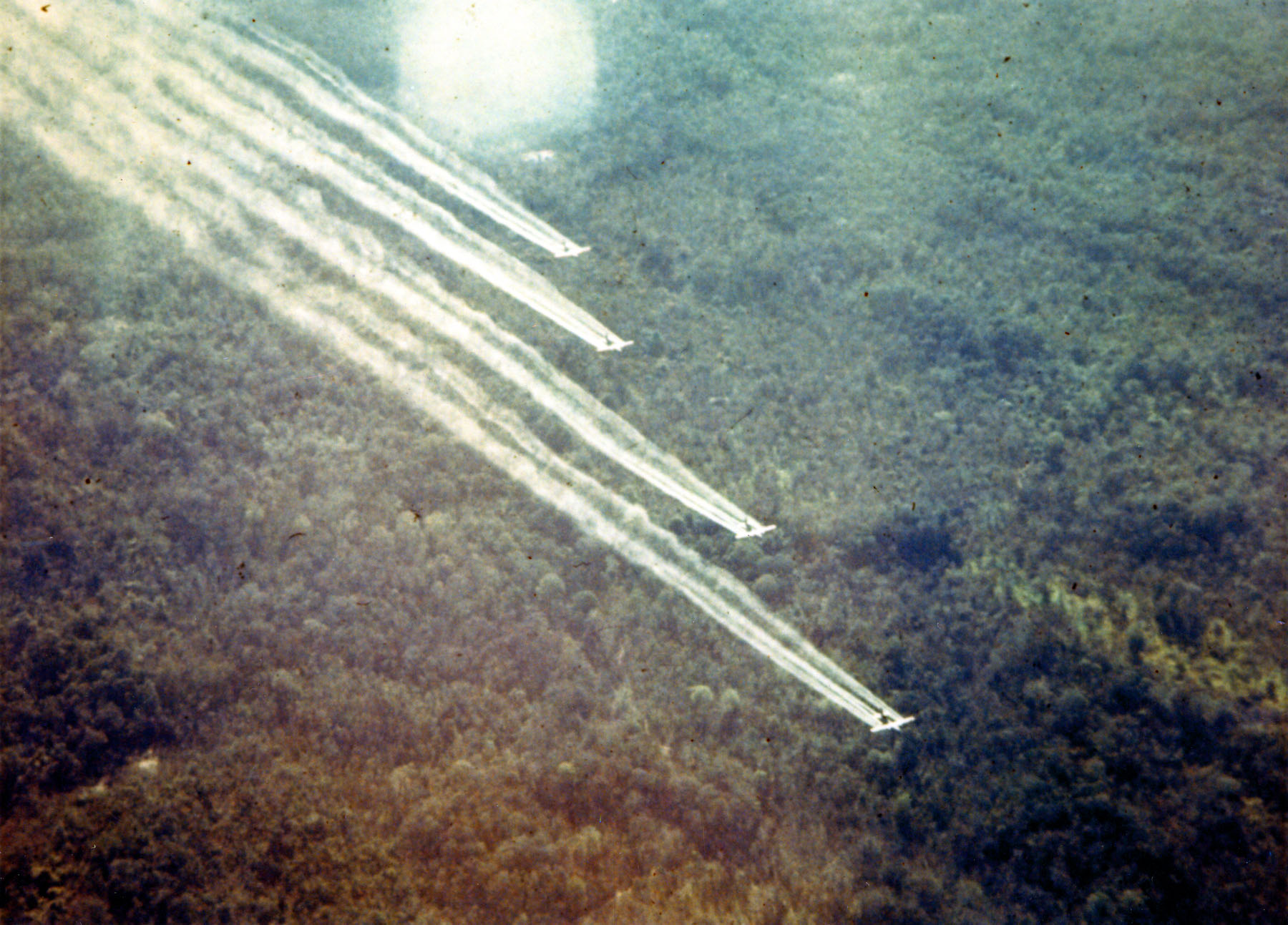
Opération Ranch Hand. Officiellement, les États-Unis ont mis fin à l'épandage de défoliants par l'agent orange en 1970 sous la pression de l'ONU. En 1971, ils se poursuivirent officieusement par des avions de l'armée sud-vietnamienne.

- L'épandage de défoliant chimique par l'agent orange[46] (herbicide contaminé à la dioxine dosé à 40 fois son emploi en usage civil, pour détruire les cultures vivrières) a lieu à partir de 1952 lors de l'insurrection communiste malaise par les forces britanniques. Elle est reprise durant la guerre du Viêt Nam par les États-Unis et visait à affamer la population vietcong. En termes de quantité mise en œuvre sur les rizières du delta du Mékong, cette guerre est considérée comme la plus grande guerre chimique de l'Histoire[47]. C'est un véritable écocide qui a détruit la flore. La population a subi de graves brûlures à l'épiderme[48], Les épandages se sont étendus sur les terres du Laos et du Cambodge. Plus de 3 000 villages ont été arrosés, et certaines personnes ont mangé des céréales enduites d'herbicide ; les conséquences génétiques sur les populations ayant été en contact avec la défoliation se sont transmises aux générations ultérieures, engendrant des enfants subissant des anomalies considérables lors de leur développement in utero[49].
- La guerre Iran-Irak vit l'utilisation massive de ces armes par l'Irak, on estime que ces attaques chimiques ont causé 60 000 victimes iraniennes, dont 10 000 morts[50]. Le 16 mars 1988, l'armée irakienne a bombardé à l'arme chimique la ville kurde d'Halabja, il y eut plus de cinq mille morts et environ sept mille blessés et handicapés à vie[51],[52].
- La Libye employa en outre de l'ypérite dans le nord du Tchad durant le conflit tchado-libyen jusqu'en 1987[53],[54]
- La crainte d'un terrorisme chimique se concrétise avec les attentats au sarin commis au Japon par la secte Aum Shinrikyō en 1994 et 1995.
- À partir de janvier 2007, pendant la guerre d'Irak, des attentats à l'explosif combiné avec du chlore atteignent la population[55].
- Pendant la guerre civile syrienne, du sarin et du chlore sont utilisés par l'armée arabe syrienne, notamment lors des attaques de la Ghouta, d'Ouqayribat, de Khan Cheikhoun et de Douma, causant la mort d'au moins 2 000 personnes[56],[57]. Au cours du conflit syrien et de la seconde guerre civile irakienne, l'État islamique effectue également quelques attaques au gaz moutarde et au chlore, provoquant au moins la mort d'un nouveau-né et faisant plus d'une centaine de blessés[58],[57],[59].
- Le 11 octobre 2013, le prix Nobel de la paix est décerné à l'Organisation pour l'interdiction des armes chimiques qui a supervisé, depuis sa création en 1997, la destruction de 80 % des stocks d’agents chimiques déclarés (environ 60 000 tonnes), ainsi que près de 60 % des 8 millions de munitions[60].
- La Russie est soupçonnée d'avoir eu recours à l'arme chimique pour éliminer le marchand d'armes Emilian Gebrev, en 2015 en Bulgarie, le transfuge russe Sergueï Skripal, en 2018 en Grande-Bretagne, et l'opposant russe Alexeï Navalny, en 2020 en Russie[61].
- Le 8 aout 2023, la totalité des stocks déclarés à l'OIAC sont détruits.

## Effets
Les chiffres du tableau sont exprimés en hectares couverts par tonne de produit toxique répandue à densité uniforme sur des objectifs matériels ou du personnel sans protection. Par exemple, par une journée chaude et un temps couvert, 5 kg de Sarin par hectare, mettraient hors de combat 50 % des personnes supposées sans masque (attaque surprise).
| Type de gaz                                  | Effets de contamination sur les matériels et le terrain | Effets directs de mise hors de combat des personnels |
| -------------------------------------------- | ------------------------------------------------------- | ---------------------------------------------------- |
| Gaz moutarde (Ypérite-Lewisite)              | 5 ha/t                                                  | 30 ha/t                                              |
| Tabun (GA américain)                         | 7 ha/t                                                  | 50 ha/t                                              |
| Sarin (GB américain) et Soman (GD américain) | fugace                                                  | 200 ha/t                                             |
| Gaz VX, VR 65 (soviétique), SOMAN épaissi    | 25 ha/t                                                 | 25 ha/t                                              |

## Parades

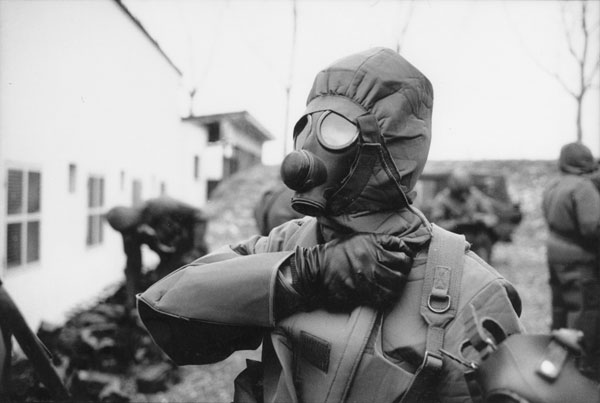
Équipement NBC (Nucléaire Biologique Chimique) - Armée française - 1997.

Pour se protéger des agents chimiques, il n'existe que trois types de parades :
- la combinaison étanche de protection comprenant un masque à gaz adapté aux risques NBC (Nucléaire, Biologique, Chimique), c’est-à-dire conçue pour empêcher l'inhalation ou le contact avec les agents de l'un ou de l'autre type (hormis le rayonnement radioactif). Il faut porter l'équipement de protection préventivement. Or, plusieurs types de gaz de combat n'ont ni goût ni odeur, ou n'induisent des symptômes évidents qu'après un certain temps (plusieurs heures pour l'ypérite).
- Curativement : antidote (à injecter ou ingérer, s'il en existe un et qu'il est disponible) dans les minutes qui suivent l'exposition, sachant que certains toxiques chimiques font aussi vomir.
- Décontaminer le corps, les objets et lieux avec des produits adaptés (ce qui demande de connaitre le type d'agent en question)

## Armes chimiques dites non conventionnelles

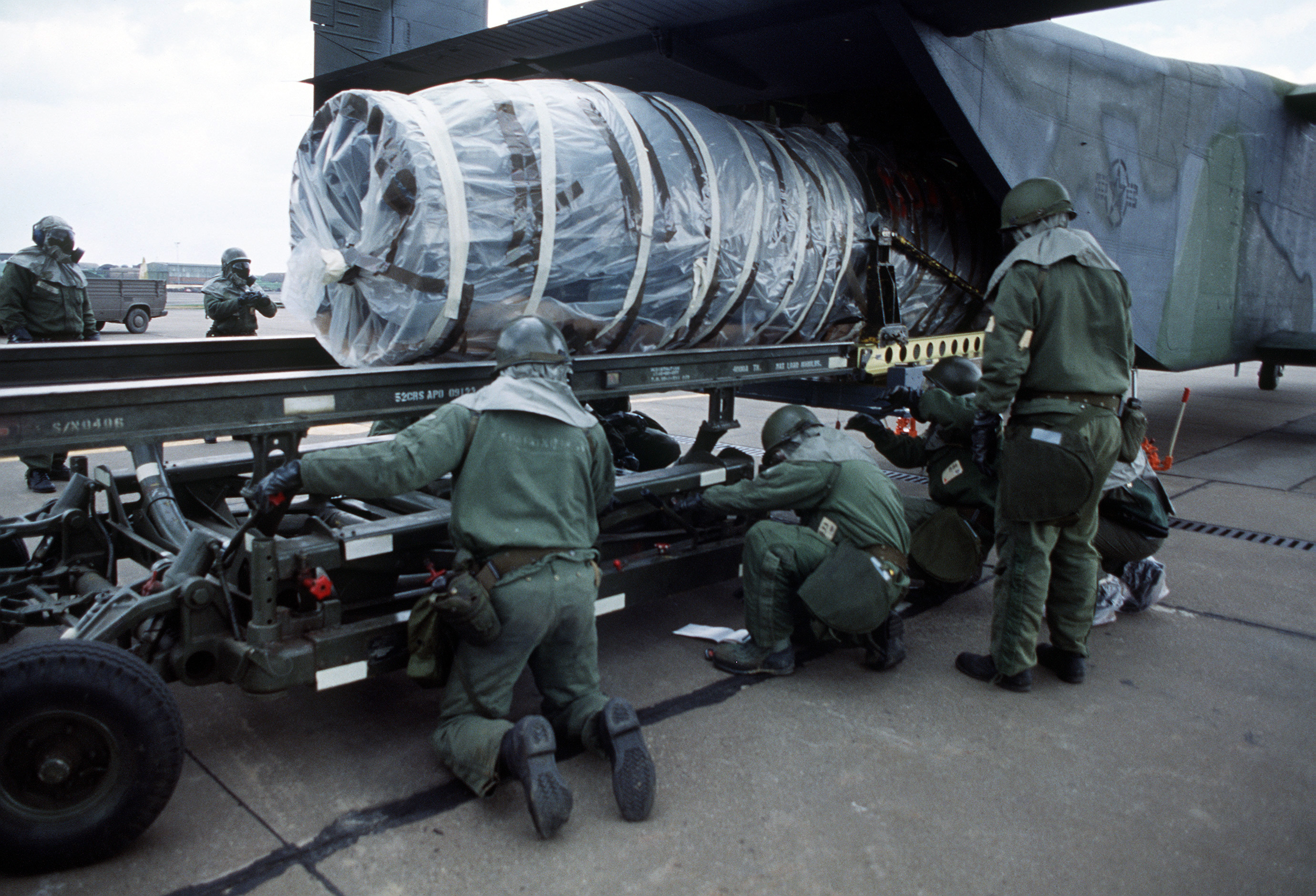
Personnels de l'USAF en tenue NBC durant un exercice sur un aéroport en 1985.

Depuis les années 1990, il existe des recherches sur une arme chimique capable de dissoudre les caoutchoucs, naturel et synthétique. La destruction des pneus, des joints et des durits entraînerait la paralysie d’une armée. En 1914-1918, l'ypérite était déjà capable de passer au travers du caoutchouc naturel (latex). Dans la même logique, des agents aptes à dégrader le cuivre ou le silicium auraient des effets similaires en détruisant les systèmes de communications. Les armes phéromoniques ont également été évoquées ; un laboratoire de l'US Air Force aurait demandé un financement en 1994 pour une arme capable de plonger les troupes visées dans un véritable état de transe sexuelle, celui-ci a été refusé par le département de la Défense des États-Unis.

## Problèmes environnementaux

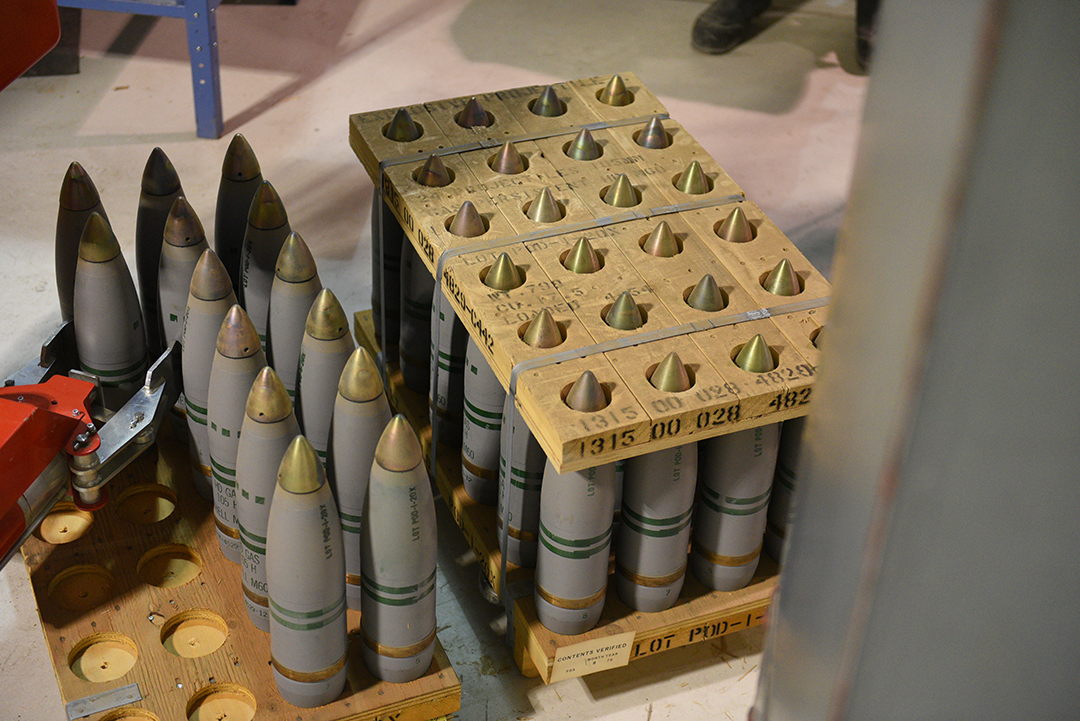
Obus de 105 mm destinés à la destruction au dépôt chimique de Pueblo aux États-Unis en 2021.

Certains de ces produits ne se dégradent pas, ou ne se dégradent que très lentement et les amorces des munitions anciennes contiennent par ailleurs du mercure toxique (sous forme de 2 grammes de fulminate de mercure) et un explosif souvent également toxique. Les stocks de munitions chimiques ou de toxiques de guerre sont un danger permanent exposant à un risque croissant de fuites et de contacts dans le cas des munitions anciennes qui se dégradent inéluctablement. De nombreuses munitions non explosées ont été détruites dans de mauvaises conditions après guerre sur terre, ou en mer, ou persistent dans les sols, notamment en Belgique et en France, dans la zone rouge la plus touchée par la Première Guerre mondiale. Les stocks de munitions non explosées ou non utilisées ou immergées, avec plusieurs dépôts de dizaines de milliers de tonnes, contribuent aux séquelles durables des guerres mondiales et de la guerre froide (eau, air et sols pollués, écosystèmes dégradés, menace permanente pour les ressources en eau potable et en produits de la mer, problèmes de santé).
La Convention d'interdiction des armes chimiques oblige ses États parties à éliminer leurs stocks d'armes chimiques avant 2007, mais cette date n'a pas été respectée par plusieurs pays ayant des stocks importants, les États-Unis terminant la destruction de leur stock le 8 juillet 2017. Des pays ont construit des usines spécialisées dont le SECOIA en France et le dépôt chimique de Pueblo aux États-Unis pour éliminer ces munitions chimiques. La résolution du problème des nombreux dépôts immergés en mer - et dont on ne connaît pas toujours l'emplacement exact ni l'état de dégradation - n'est pas incluse dans la convention. La commission OSPAR et la commission HELCOM y travaillent également dans le cadre de deux conventions régionales, mais sans que ce sujet semble prioritaire pour leurs États membres, bien que les pays de la Baltique s'en inquiètent sérieusement depuis la découverte par les pêcheurs d'un nombre important d'obus ou de contenants fuyants dans leurs filets (au Danemark notamment, où 400 pêcheurs au moins auraient été brûlés par de l'Ypérite).

### Filmographie
- Le Souffle de la guerre chimique, documentaire de Fabienne Lips-Dumas, Arte, 2015.